# Madame est aux eaux
Madame est aux eaux est une comédie-vaudeville en 1 acte d'Eugène Labiche, représentée pour la 1re fois à Paris au Théâtre du Palais-Royal le 30 juin 1858.
- Collaborateur Vilmar (= Philippe de Marville).
- Editions Michel Lévy frères.

## Distribution
| Acteurs et actrices ayant créé les rôles |                   |
| Personnage                               | Acteur ou actrice |
| Dandinet, médecin                        | M. Delannoy       |
| Ducastel, ami et voisin de Dandinet      | Lhéritier         |
| Roland, capitaine de dragons             | M. Pellerin       |
| Bastien, domestique de Dandinet          | Lassouche         |
| Amélie, femme de Dandinet                | Mme Juliette      |
| Agathe, femme de chambre                 | Mme Dupuis        |
| Hélène, fille de Dandinet                | Mme Vernet        |